# Stegodyphus
Stegodyphus es un género de arañas araneomorfas de la familia Eresidae. Se encuentra en África, Eurasia y Brasil.

## Lista de especies
Según The World Spider Catalog 12.0:
- Stegodyphus africanus (Blackwall, 1866)
- Stegodyphus annulipes (Lucas, 1856)
- Stegodyphus bicolor (O. Pickard-Cambridge, 1869)
- Stegodyphus dufouri (Audouin, 1826)
- Stegodyphus dumicola Pocock, 1898
- Stegodyphus hildebrandti (Karsch, 1878)
- Stegodyphus hisarensis Arora & Monga, 1992
- Stegodyphus lineatus (Latreille, 1817)
- Stegodyphus lineifrons Pocock, 1898
- Stegodyphus manaus Kraus & Kraus, 1992
- Stegodyphus manicatus Simon, 1876
- Stegodyphus mimosarum Pavesi, 1883
- Stegodyphus mirandus Pocock, 1899
- Stegodyphus nathistmus Kraus & Kraus, 1989
- Stegodyphus pacificus Pocock, 1900
- Stegodyphus sabulosus Tullgren, 1910
- Stegodyphus sarasinorum Karsch, 1891
- Stegodyphus simplicifrons Simon, 1906
- Stegodyphus tentoriicola Purcell, 1904
- Stegodyphus tibialis (O. Pickard-Cambridge, 1869)
- Stegodyphus tingelin Kraus & Kraus, 1989